# 16242 Licato
16242 Licato este o planetă minoră (asteroid), cu un diametru de 9,24 km, din centura de asteroizi. A fost descoperită pe 7 aprilie 2000 la Experimental Test Site⁠(d) de Lincoln Near-Earth Asteroid Research. 
Obiectul prezintă o orbită caracterizată de o semiaxă mare de 2,441788 UAi, o excentricitate de 0,13, o înclinație de 11,31561 ° în raport cu ecliptica.